# West Sharyland (Texas)
West Sharyland es un lugar designado por el censo ubicado en el condado de Hidalgo en el estado estadounidense de Texas. En el Censo de 2010 tenía una población de 2309 habitantes y una densidad poblacional de 665,8 personas por km².

## Geografía
West Sharyland se encuentra ubicado en las coordenadas 26°16′20″N 98°20′23″O / 26.27222, -98.33972. Según la Oficina del Censo de los Estados Unidos, West Sharyland tiene una superficie total de 3.47 km², de la cual 3.47 km² corresponden a tierra firme y (0%) 0 km² es agua.

## Demografía
Según el censo de 2010, había 2309 personas residiendo en West Sharyland. La densidad de población era de 665,8 hab./km². De los 2309 habitantes, West Sharyland estaba compuesto por el 98.53% blancos, el 0% eran afroamericanos, el 0.04% eran amerindios, el 0.22% eran asiáticos, el 0% eran isleños del Pacífico, el 0.91% eran de otras razas y el 0.3% pertenecían a dos o más razas. Del total de la población el 98.22% eran hispanos o latinos de cualquier raza.

## Educación
Dos distritos escolares, el Distrito Escolar Independiente Consolidado de Mission (MCISD por sus siglas en inglés) y el Distrito Escolar Independiente de La Joya (LJISD), sirven a partes de West Sharyland.
Las escuelas primarias Cantu, Cavazos y Waitz en Alton sirven a partes de la sección de Mission CISD en West Sharyland. La Escuela Secundaria Alton Memorial y la Escuela Preparatoria Mission en Mission sirven a todas partes de la sección de Mission CISD en West Sharyland.
Las escuelas de LJISD que sirven a West Sharyland son: la Escuela Primaria Kika de la Garza, la Escuela Secundaria Memorial, y la Escuela Preparatoria Palmview.